# Euxoa yarkenda
Euxoa yarkenda là một loài bướm đêm trong họ Noctuidae.